# Dorvilleidae
Dorvilleidae é uma família de Polychaeta pertencente à ordem Eunicida.

## Géneros
Géneros:
- Anchidorvillea Hilbig & Blake, 1991
- Apodotrocha Westheide & Riser, 1983
- Apophryotrocha Jumars, 1974